# Liste d'espèces du genre Acacia utilisées pour la production de tanin
La liste d'espèces du genre Acacia utilisées pour la production de tanin ci-dessous n'est pas exhaustive. Le genre Acacia est compris sensu lato.
| Espèces                    | Écorce     | Feuilles séchées | Gousses  |
| Acacia albida              | 2 - 28 %   |                  | 5 - 13 % |
| Acacia cavenia             |            |                  | 32 %     |
| Acacia dealbata            | 19,1 %     |                  |          |
| Acacia decurrens           | 37 - 40 %  |                  |          |
| Acacia farnesiana          |            |                  | 23 %     |
| Acacia mearnsii            | 25 - 35 %  |                  |          |
| Acacia melanoxylon         | 20 %       |                  |          |
| Acacia nilotica            | 18 - 23 %* |                  |          |
| Acacia penninervis         | 18 %       |                  |          |
| Acacia pycnantha           | 30 - 45 %  | 15 - 16 %        |          |
| Acacia saligna             | 21,5 %     |                  |          |
| Notes : * - Écorce interne |            |                  |          |